# 검투사

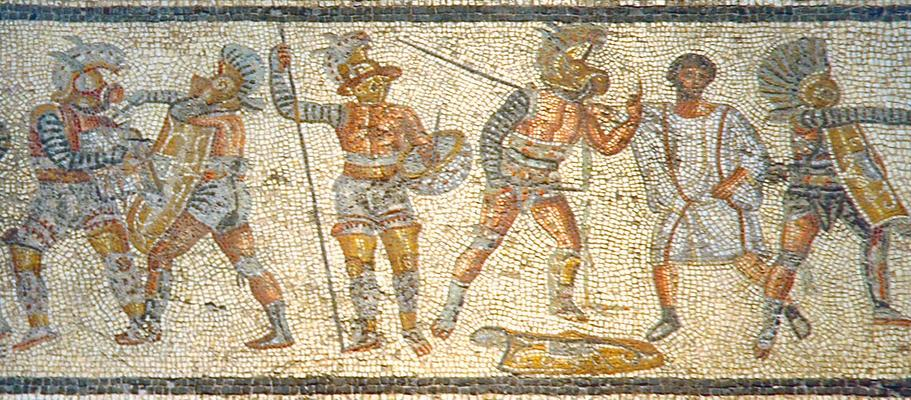
즈리텐 모자이크에 그려져있는 투사. 200년경

투사(라틴어: gladius, 글라디우스)는 고대 로마의 볼거리 중 하나로 투기장에서 싸우는 투사를 뜻한다. 명칭의 유래는 스키피오 아프리카누스가 제2차 포에니 전쟁 중 에스파냐를 점령한 후 에스파냐 원주민의 검을 채택했는데, 투사 중에 일부가 이 무기, 글라디우스를 사용했던 것에서 왔다고 한다.. 다른 명칭으로는 검노(剣奴, 일본), 글라디에이터(영어권)가 있다.
로마 공화정이나 로마 제국의 많은 도시에는 원형극장(원형투기장)이 존재했으며, 그곳에서 투사들은 투사끼리 싸우거나, 또한 인공 연못 등을 준비해 모의해전(나우마치아)을 벌이기도 했다. 투기 대회에 비판적이었던 기독교의 영향으로 쇠퇴하였으며 404년에 서로마 황제 호노리우스의 명령으로 투기장이 폐쇄되었으나 그 후에도 각지에서 계속되다가 681년 공식적으로 금지되자 소멸되었다.

## 역사

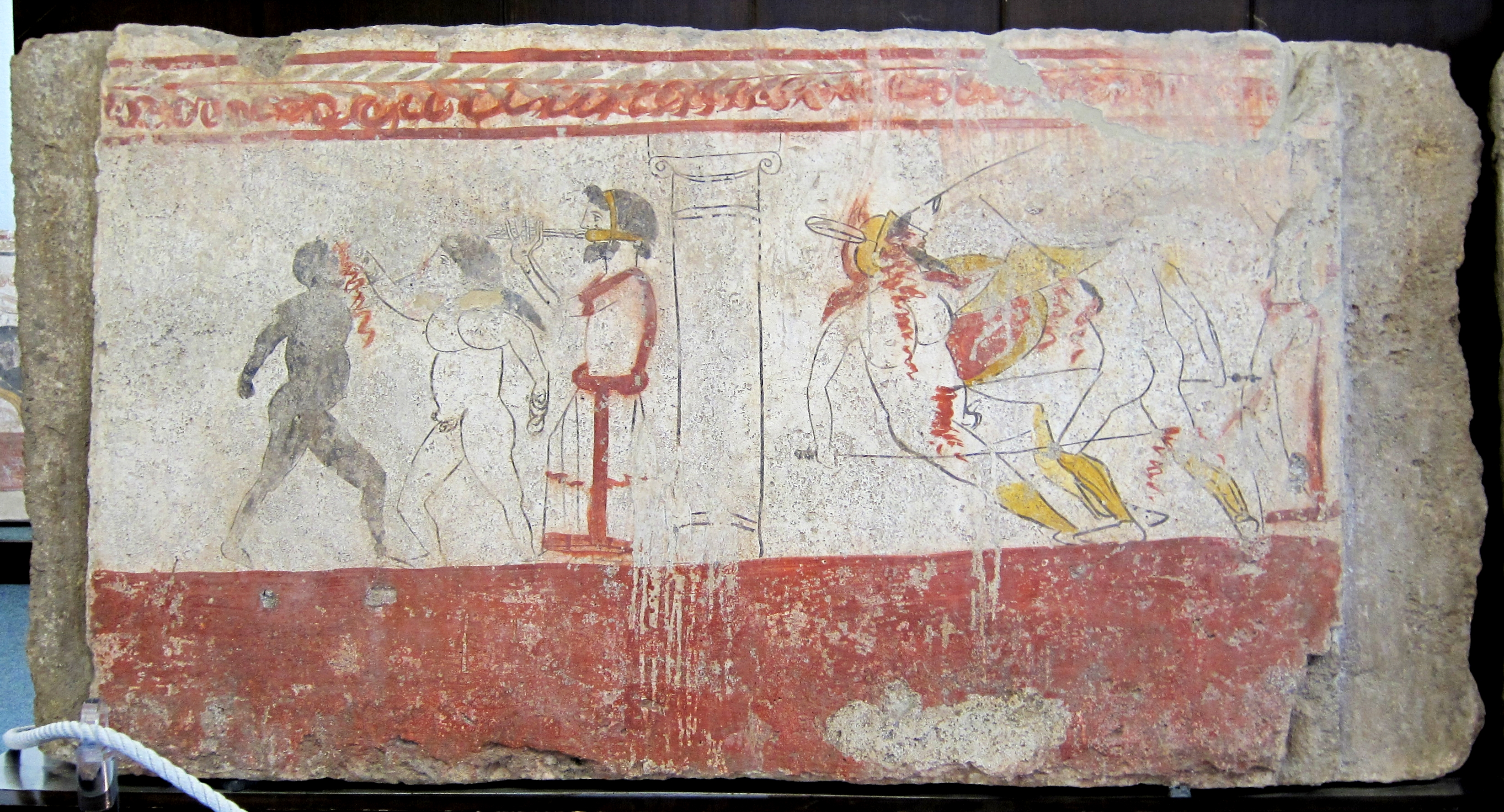
투사 시합이 그려진 “파에스툼”무덤 벽화.
기원전 4세기경

투사의 기원에 대해서는 확실하게 뭐라 할 수 있는 정도의 것은 없다. 로마 이전의 에트루리아인의 제물 의식을 로마가 채용한 것이라는 설은 현재 지지받고 있지 않다. 또 하나는 남부 이탈리아 캄파니아 지방 기원설인데 기원전 4세기 파에스툼(Paestum)의 무덤 벽화에는 시합을 하는 투사의 모습이 그려져있다. 역사학자 리바우스는 캄파니아인들이 적인 삼니움인을 투사로서 싸우게하였다고 저술했다. 기원전 1세기경은 남부 이탈리아가 투사가 최고로 성행되었던 지역이었다.
기록상 최고로 오래된 투사 시합은 기원전 264년에 로마에 마르쿠스 유니우스 브루투스와 데키무스 형제가 아버지의 장례식 즈음하여 보아리움 광장에서 이루어진 투사 시합이었다. 역사학자 리비우스는 기원전 3세기부터 기원전 2세기까지의 투기 대회를 몇 개 언급하였으며, 그 중에서도 기원전 174년 티투스 퀸크티우스 프라미니우스(Titus Quinctius Flamininus)가 주최한 74인의 투사로 이루어진 투기 대회가 특히 주목할만 했다고 저술했다. 이후 죽은 이를 애도하기 위한 목적의 추도 투기 대회(무누스)가 인기를 끌었는데 제물을 바치기를 원하는 농업의 신 사투르누스의 축제 즈음에 개최되었다. 기원전 2세기에는 원형투기장이 건설됨에 따라 도시 로마 안에서의 투기 대회는 주로 포로 로마노에서 열리게 되었다.
추도를 목적으로한 투기 대회는 그 규모가 더욱 대단하였으며 그러다가 변질이 되어 고인을 추도하기 위한 목적보다는 볼거리로써 행하여지게 되었다. 결국 정치가의 프로파간다(선전)을 위한 이벤트로 변질되었다. 민중은 투기 대회에 열광했고, 정치가에게 투기 대회를 개최해달라고 요구하기 시작했으며, 이에 따라 추도 투기 대회는 공직 선거에 강력한 영향력을 행사하게 되었다. 때문에 투기 대회가 정도가 지나칠 정도로 화려해져 갔으며, 이를 걱정해 투기 대회의 개최일수와 투사의 수를 규제하기 시작했으나 준수되지 않았고, 민중들도 규제가 준수되지 않는 것을 전혀 문제삼지 않았다. 공직 선거와 투기 대회가 연착되는 현상은 제정 초기까지 계속되었다.
로마는 공화정 시대에 영토확장과 더불어 대량의 전쟁 포로를 획득했다. 로마는 포로들을 각각의 민족 전통의 장비들로 무장시켜 투사로 만들었는데, 기원전 2세기 초에는 투사의 스타일인 갈리아 투사와 삼니움 투사가 등장했고 기원전 1세기에는 트라키아 투사가 등장했다.

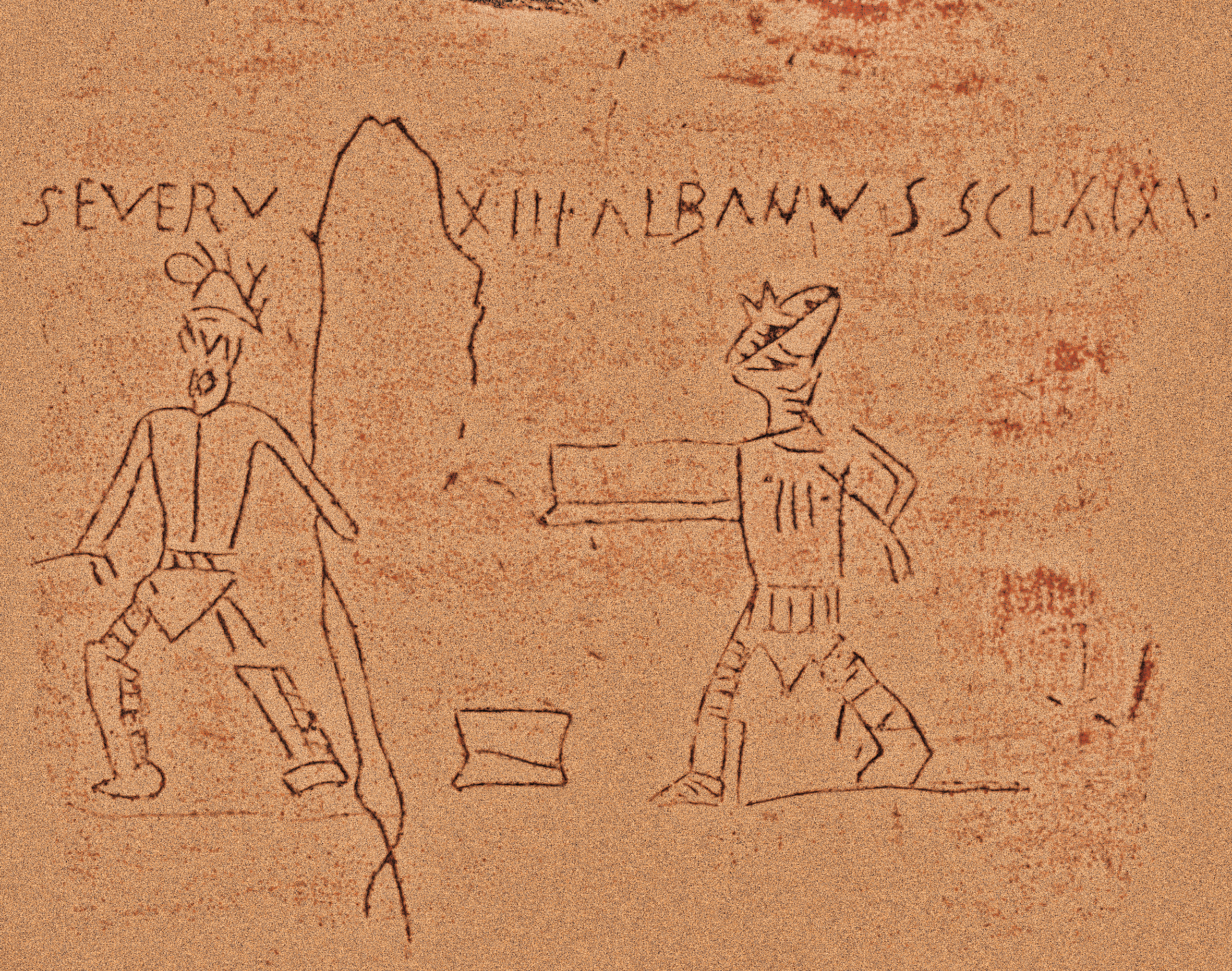
폼페이 유적 벽화에 그려진 투사의 낙서

투사의 시합이 크게 흥행했던 기원전 73년에 카푸아의 투사 스파르타쿠스가 최대규모의 노예 봉기(스파르타쿠스 전쟁)을 일으켰다. 약 70인의 투사들이 탈주를 감행하여 시작된 이 사건은 12만명이 참여하는 대규모 전쟁으로 규모가 커졌으며 이탈리아 반도를 뒤덮었다. 반란군은 로마병 포로에 투사 시합을 강요했는데 이를 고대 역사학자 오로시우스는 ”이제껏 볼거리 취급을 당했던 이들이, 이제는 관객이 되었다”고 기술했다. 기원전 71년에 스파루타쿠스 반란군은 크라수스에 의해 진압되어 전멸했다.
율리우스 카이사르는 투기 대회를 정치 프로파간다(선전)의 장으로 활용했는데 기원전 65년에 640인이나 되는 투사를 모아 대규모 투기 대회를 개최하였다. 또한 기원전 46년에는 더욱 대규모로 개최했는데 총 1,200 명의 투사를 끌어모았다. 카이사르는 로마 근교의 마르스 광장 (로마)(Campus Martius)에 연못을 만들어 군함을 띄우고는 모의해전(나우마치아)를 개최해 인기를 얻었으며, 그 후 황제들도 이를 따라했다.
카이사르는 기원전 65년의 축제를 오래전에 타계한 아버지의 이름으로, 또한 기원전 46년의 축제에는 전례를 깨고 여성(8년 전에 죽은 딸 율리아 카이사리스(Julia Caesaris))의 추도를 목적으로 투사 시합을 개최하여 형식적으로 더욱 종교적인 측면이 있었다. 연구의 기초를 쌓아 올린 역사학자 조지 빌(George Ville)은 이제까지 투사 시합과는 다르게 별도로 개최되어왔던 순수한 볼거리인 베스티아리이(Bestiarii:짐승과 싸우는 투사)를 언급하였다. 그는 "베스티아리이"들이 다양한 방법으로 맹수를 죽이는 “야생 맹수 사냥”(Venationes)이 갑자기 투사 시합의 시작 전에 보여주는 볼거리로 추가되기 시작한 것이 투사 경기의 세속화에 결정타였다고 지적했다. 또한 그는 이러한 행태가 6년에 개최되었던 드루수스를 추도하는 투기 대회에서 최초로 시작되었다고 한다.
초대황제 아우구스투스(재위： 기원전 27년 ~ 14년)는 재위 중에 8번 투기 대회를 주최하여 1만명의 투사를 싸우게하였고 다른 경기와 합치면 3500 마리의 맹수를 죽였다. 다음으로 티베리우스 황제(재위 14년 ~ 37년)는 반대로 한 번도 볼거리를 개최하지 않았기에 매우 인기가 없었다. 칼리굴라 황제(재위 37년 ~ 41년)와 클라우디우스 황제(재위 41년 ~ 54년)는 투사 시합을 성대하게 개최하였으며, 이와 달리 네로 황제(재위 54년 ~ 68년)는 전차경기나 연극을 좋아했다. 귀족들도 인기를 얻기 위해서 사적으로 “라니스타(lanista: 투사 양성소 소유자, 투사 관리자)”나 “도크토레(Doctore: 투사 트레이너)”를 고용해 투사단을 조직했다.
민중은 투기 대회를 개최해주기를 강력히 요구했으며, 북부 이탈리아의 폴렌티아의 벼슬아치가 사망했을 때, 장례 때문에 마을에 추도 투기 대회가 개최되지 않아서 화가 난 주민들이 힘으로 장례식을 저지하려해, 병사들이 출동하는 소동이 일어났다. 또한 59년에는 남부 이탈리아 폼페이의 원형투기장에 흥분한 폼페이 주민들과 누케리아 주민들간에 난투가 벌어졌고 이후 10년간 투기 대회의 개최가 금지되기도 하였다. 79년에 발생한 베수비오 화산의 분화로 이 마을이 땅 속에 묻혀버렸고, 발굴된 유적에서 원형투기장과 투사 양성소의 유적이 발견되었다. 또한 방어구 출토품과 투사에 관해 쓰여진 민중들의 낙서들도 발견되었다. 이는 고대 로마의 투사의 실상에 대한 귀중한 자료이다.

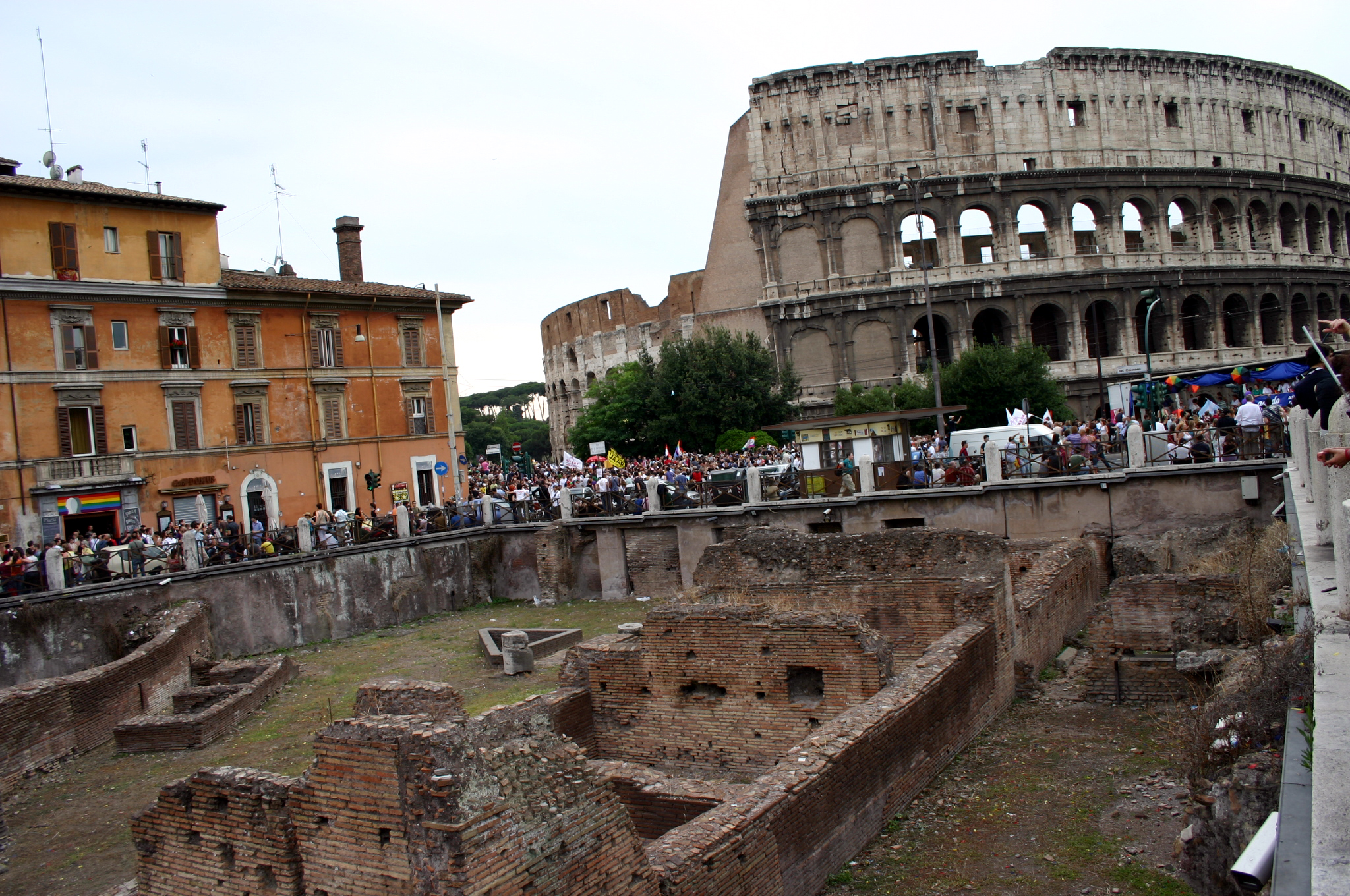
로마의 콜로세움과 인접한 대양성소(Ludus Magnus)의 유적

80년, 도시 로마에는 5만명을 수용할 수 있는 프라이우스 원형투기장(콜로세움)이 완성되었다. 티투스 황제(재위 79년 ~ 81년)는 이 콜로세움의 준공식으로 대규모 투기 대회를 개최하였으며, 맹수 사냥과 투사 시합, 그리고 모의해전이 100일에 걸쳐 진행되었다. 하루에 5천 마리의 맹수가 죽어나갔다고 한다. 트라야누스 황제(재위 98년 ~ 117년)는 1만명의 투사를 모아 투기 대회를 개최하였고 콤모두스 황제(재위 180년 ~ 192년)는 스스로 투사가 되어 735회나 싸웠다. 로마 세계 전체로는 186 곳 이상의 원형투기장이 확인되었으며, 추가로 86곳의 미확인 투기장이 있었다고 보고 있다.
도미티아누스 황제(재위 81년 ~ 96년) 시대 이후, 도시 로마에서는 투기 대회의 개최는 벼슬아치인 관리관이 관장하게 되었으며, “대양성소(Ludus Magnus)”, “갈리아 양성소(Ludus Gallicus)”, “다키아 양성소(Ludus Dacicus)”, 그리고 “조조(早朝)양성소(Ludus Matutinus)”의 4군데 제국 양성소가 설립되었다. 로마의 대양성소는 지하통로로 콜로세움과 연결되어 있었다.
투기 대회는 긴 시간 동안 로마 최고 인기 오락거리였지만 기독교는 이에 비판적이었다. 380년에 기독교가 로마 제국의 국교가 되고나서는 교회에서 라니스타와 도크토레를 시작으로 투기 대회와 관련된 모든 자들을 “세례를 받을 자격이 없는 자들”로 규정했다. 그래도 투기 대회는 규모가 축소되는 와중에도 계속되었으나 인기가 점점 하락했고, 훈련생도 모이지 않게 되었다. 404년에 투기장에 시합을 금지하라고 목소리를 높인 수도사 성 텔레마쿠스가 관중이 던진 돌에 맞아 사망하는 사건이 일어났고, 이에 서로마 황제 호노리우스(재위 395년 ~ 423년)는 투기장을 폐쇄시켰다. 이후, 투기 대회는 거의 개최되지 않았으나 440년경까지는 그래도 개최되었다 전해진다. 523년에 이탈리아를 지배하게 되는 동고트 왕 테오도리쿠스 대왕이 투기 대회를 금지한다는 포고를 내렸고, 이 시기까지도 아직은 개최되긴 하였으나, 681년에 공식적으로 금지되어 투기 대회가 소멸했다.
투사의 쇠퇴와 소멸은 크리스트교의 영향 때문이라고 보는 것이 통설이지만, 이와는 별도로 3세기 이후에 투사 시합에서 지면 전원 살해되도록 변한 것과, 모자이크 그림에서 심판을 받는 모습이 사라진 점, 다채롭던 투사의 스타일도 그 중에 특히 인기가 있었던 세크토르(Secutor:추격투사)와 레티아리이(Retiarius:그물투사) 투성이로 변해간 점 등을 종합해서, 투기 대회가 찰나의 유혈 사태로인한 흥분만을 추구하게 되어 시합이 과격하고 단순하게 된 결과, 관객에게 투사의 기술로 매료시켜 오락거리를 제공하고는 했던 모습이 사라지고, 단순하게 죽을지 살지를 정하는 죽고 죽이는 게임이 되어버린 것이 인기를 잃어버려 소멸에 이른 원인이라는 설도 제기되고 있다.

## 징집, 양성, 사회적 지위

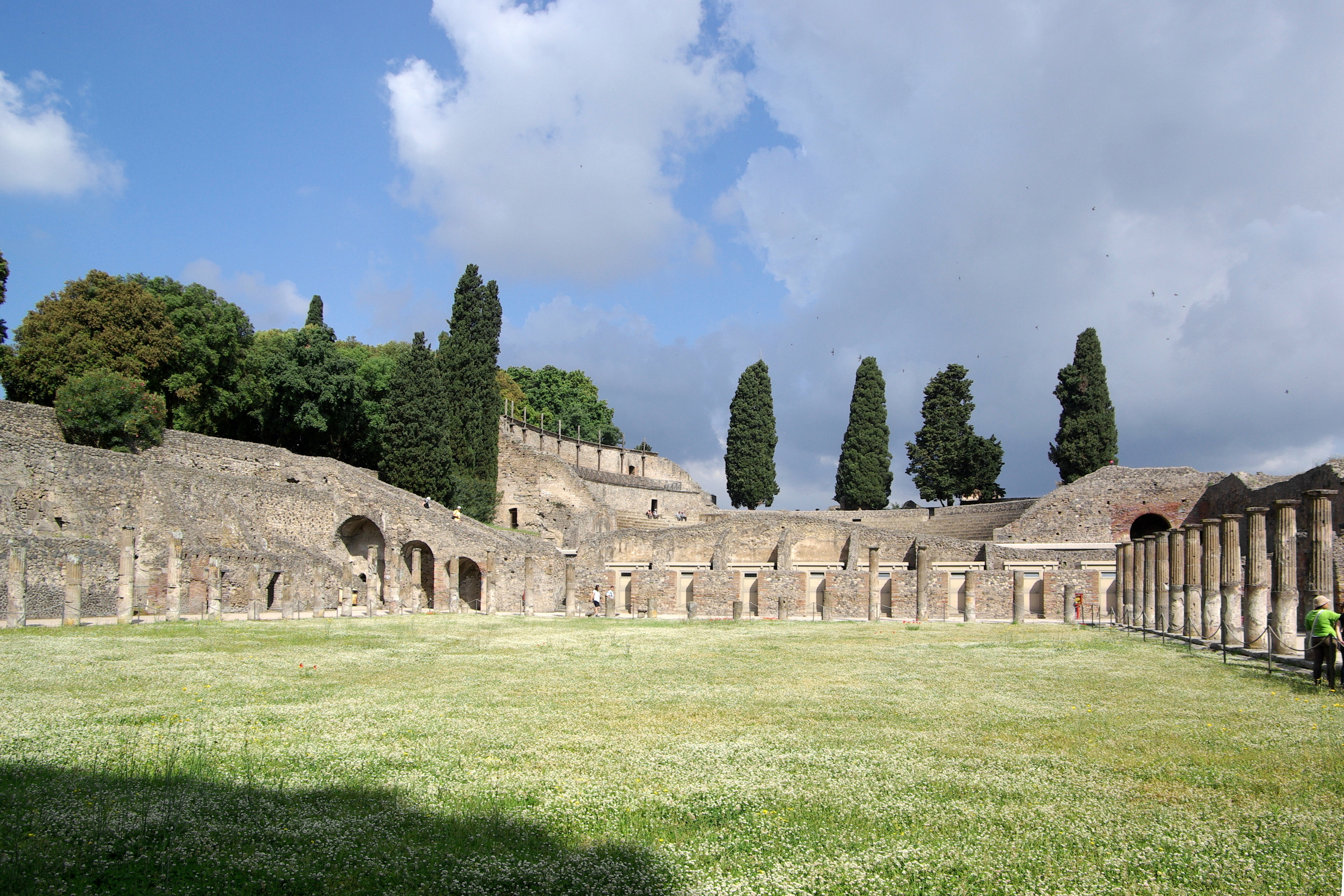
투사 양성소 유적. 폼페이유적

투사가 되는 자의 대부분은 전쟁 포로나 노예시장에서 사고팔리던 자들이라 반항적인 기질이 강해 주인이 투사로 팔아버리는 식으로 걸러내 버려진 노예가 많았다. 어떤 이유에서건 자유민이 지원하는 경우도 있었는데 연구 학자들의 계산으로는 투사 10명 중 2명은 자유민 출신이었다고 한다. 또한 범죄자도 투사로서 투기장으로 보내졌다. 투사는 승리를 계속하다보면 부와 명성을 얻을 수 있었으나, 한편으로는 로마인들로부터 “타락한 자”, “야만인”, “수치스러운 자”(infamis:로마인의 즐거움을 위해 로마법의 보호에서 제외된 계층을 infamia라 하며, 이 계층에 속한 자를 infamis라 칭한다)로 여겨졌고 사회적인 지위도 낮았으며 창녀와 동급으로 보았다. 노예 중에도 가장 최하 등급의 것들로 멸시당했다.
징집된 노예나 자유민들은 라니스타(lanista:투사 훈련소 소유자, 투사 관리자)가 소유한 투사단(familia gladiatorial)에 속하게 되며, 그 투사 양성소(Ludus)에서 장기간에 걸친 훈련을 받고 투기 대회에 출전하게 된다. 라니스타는 투기 대회에서 살아남아 자유를 얻은 전직 투사들로 재물을 쌓는데는 성공하였으나, 매춘업의 업주와 동급의 비천한 신분으로서 사회적 지위는 낮았다.
투사 양성소에서는 기술을 지도하는 전직 투사 출신의 “도크토레(Doctore: 투사 트레이너)”나 교사(Ludi Magister), 고도로 숙달된 의사나 마사지사 등이 있어 투사 양성에 힘썼다. 도크토레(Doctore: 투사 트레이너)는 투사들에게 행진하는 법에서부터 무기를 다루는 법, 발기술, 찌른 검으로 어떻게 동맥을 찾는지 등을 지도하고 철저히 훈련시켰다. 투사들은 기본적으로 목검을 들고 연습했으며, 짚 인형을 상대로 덤비는 연습, 훈련생끼리 연습시합 등으로 경험을 쌓아갔다. 목검으로만 훈련했던 이유는 반란의 위험을 막기 위함과 부상을 방지하기 위함에서였다. 진검은 투기 대회 때 말고는 주어지지 않았다.
훈련을 따라오지 못하는 자들에게는 가혹한 벌이 주어졌기에, 훈련을 견디지 못하고 자살하는 자도 있었다. 제정 초기의 정치가이자 시인이었던 세네카는 고통을 견디지 못하고 자살하고만 자들의 사례를 언급했다. 어떤 게르만인 베스티아리이(Bestiarii:짐승과 싸우는 투사)는 변소에서 오물을 세척하는 스펀지 봉으로 목구멍을 찔러 자살했고, 또다른 베스티아리이는 마차로 이송되던 중에 조는 척을 하며 마차 바퀴에 머리를 들이밀어 자살했다. 로마인의 볼거리를 위해 투사 동료끼리 싸우게 되자, 동료와 싸우기 싫었던 야만족 출신들이 서로의 목을 졸라 절명한 사건도 있었고, 모의해전 중에 한 야만족 전사는 로마인들의 어리석은 볼거리가 된 것에 욕을 퍼부으며 자살했다는 이야기도 전해진다.
훈련생들의 기숙사는 엄중한 감시 하에 놓여있었으며 밤에는 열쇠로 잠가두었다. 식사에 대해서는 영양에 좋은 식사를 제공했는데, 고대 로마에서는 보리를 먹게되면 지방이 불어나 출혈을 막을 수 있다고 생각했기에, 보리를 주식으로 식사를 제공하는 등의 배려를 했다. 단, 당시 로마 시민의 주식은 보리가 아닌 밀이었고 보리는 주로 가축의 사료용이었기에 당시에 투사를 조롱하는 말로 “보리 먹는 놈들”(hordearii)이라는 표현이 있었다.

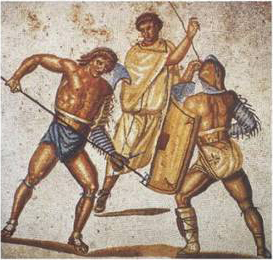
세크토르(추격투사, 오른쪽)와 레티아리이(그물투사, 왼쪽)의 모자이크 그림. 2~3 세기

기초적인 훈련을 끝낸 신입 투사는 민첩함과 강함, 체격과 숙련도 등에 따라 트라케스(Thraces:트라키아인 풍의 장비를 한 전사), 삼니테(Samnite:삼니움인 풍의 장비를 한 전사), 레티아리이(Retiarius:그물투사), 무르밀로(Murmillo:생선을 본뜬 투구를 쓴 투사), 세크토르(Secutor:추격투사) 등의 다양한 스타일의 투사로 나뉘었다. 싸우는 스타일은 보통 전투에 응용할 수 있는 것이라기보다는 오히려 오늘날의 무술 대련에 가까운 것으로서 실제 검투 경기 중에는 서로 상대방의 스타일을 알고 싸울 수 있도록 같은 학교의 투사를 대련시켰다고 한다. 또한 훈련에 따라오지 못한 낙오자는 베스티아리이(Bestiarii:짐승과 싸우는 투사)가 되었다. 투사는 자신이 속한 투사 양성소의 라니스타에 의해 각지의 투기장을 순회하며 투기 대회를 치렀다. 투사는 소모품이 아니라 순회를 시켜 돈을 벌기위한 귀중한 자산이었기에 라니스타는 투사를 빈번하게 투기 대회에 내보내는 짓은 하지 않았다. 전투가 공정하고 관객도 즐겁게 하기 위해 신경을 써서 대전 상대를 짰다.
예전에는 투사들에 대한 인식이란, 시합이 시작되면 어느 쪽이 죽어나가야지만 끝났다고 생각했으나, 실제로는 반드시 죽을 때까지 싸웠던 것은 아니었고 오히려 목숨을 건지는 일도 많았다. 그리하여 끝까지 무사히 살아남아 은퇴한 투사들 중에는 “라니스타”나 “도크토레”가 되어 투사를 단련시키는 일을 맡는 자들도 있었다. 어쨌든 살아남아 은퇴한 자들에게는 그 증거로 목검(Rudis)가 하사되었다. 한편, 범죄자 출신 투사의 경우는 훈련을 받지도 못하고 감옥에서 투기 대회로 직행했으며, 방어구도 없이 싸워야해 대부분이 투기장에서 죽었다.
투사에는 “도크토레(투사 트레이너 또는 검술지도자)”, “루디아리우스(Rudiarius)”, “팔루스(palus:투사의 서열)”, 그리고 시합을 경험하지 않은 “훈련생” 순으로 칭호가 있었으며, 그 중에 동일한 무장 집단의 서열을 뜻하는 팔루스는 “수석 투사(primus palus)”, “차석 투사” 순서로 이어지며, 제 3에서 많게는 제 8의 투사까지 존재가 확인되었다. 노예 출신 훈련생에게는 열악한 주거지가 주어졌으며, 자유민 출신이거나 승리를 계속 따낸 투사에게는 더 나은 거주 환경이 주어졌다. 최고 위치인 수석 투사(primus palus)에까지 올라가면 최고의 주거 환경을 요구할 수 있었다. 또한, 투사들의 생활이 반드시 외부와 차단되었던 것은 아니다. 연인을 가질 수 있었고, 가족을 영위하는 투사도 있었다.
세네카는 “가장 가치있는 투사는 미인인 자”라고 하였고, 투사의 비문에는 “평범한 무리, 미숙한 자, 상급자, 최상급자, 단정하고 아름다운 자” 순서라고 적혀있다. 투사는 경기장에서 관중의 갈채를 받는 대상이며 큰 액수의 보상도 받지만, 해방된 후에는 다른 해방 노예와는 달리 로마 시민이나 라틴인이 될 수 없었으며, 자유민 중에서도 가장 낮은 “항복 외부인(Socii)?” 신분만이 주어졌다.
투사가 전투의 프로라는 점 때문에 군대의 신병 교육에 도움이 될 것이라는 생각도 나왔다. 기원전 100년경 신병 훈련을 위해 군의 지휘관들에 고용되어 전투 기술을 보병들에게 가르친 자도 등장했다. 투사는 본래 병사는 아니지만 69년 오토 황제와 비텔리우스 황제와의 내전(네 명의 황제의 해)에서 오토 황제는 투사 2000명으로 부대를 편성했고, 역사학자 타키투스는 이들을 “수치스러운 보조병”이라 표현했다.
공화정 시대에는 하층 계급이 투사 시합에 나가는 일이 있었고, 제정에 들어선 후로는 기사 계급이나 원로원 계급이 출전하는 사례도 있었다, 극단적인 예로 콤모두스는 황제이면서도 스스로 투사로서 투기 대회에 출전했다.

## 투기 대회

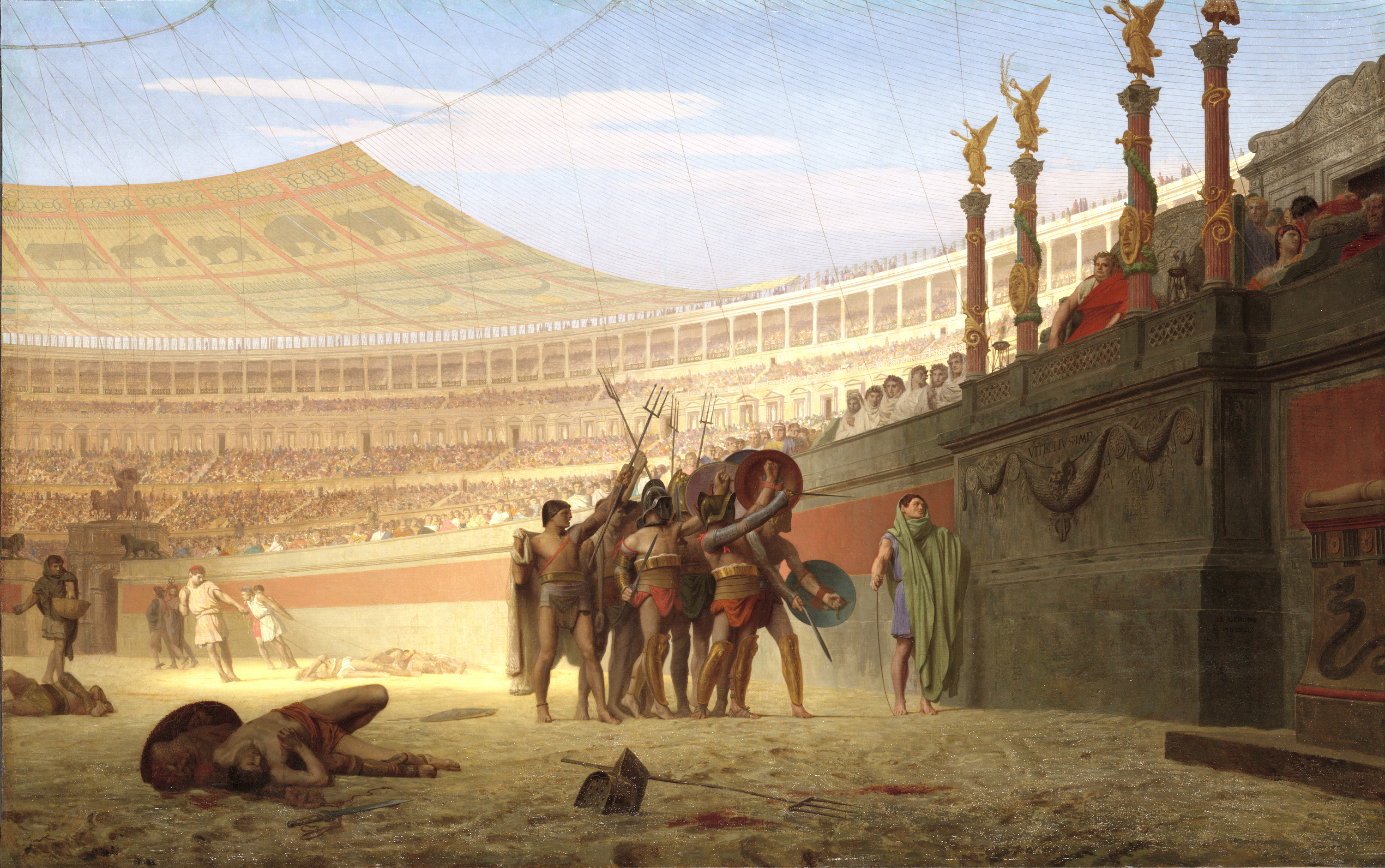
"Ave Caesar Morituri te Salutant"
황제에 경의를 표하는 투사들.
장 레옹 제롬 그림, 1859년

투사 경기의 주최자의 경향이나 야심에 따라서 경기의 잔혹한 정도나 진귀한 볼거리의 정도, 그리고 흘러내릴 피의 양이 달라졌다. 그러나 적어도 투사끼리 시합을 하는 날에는 오늘날에 생각하는 그런 룰도 없는 잔혹한 쇼는 아니었다.
투기 대회는 황제나 정치가, 지방 명문가가 주최하였으며, 비싼 값의 표는 무료로 시민들에게 나눠주었고(공화정 말기부터는 판매도 했다), 표를 가지지 못한 하층계급과 비(非)시민계급 사람들도 최상층의 입석에서 관전할 수 있었다. 민중은 무료로 관전할 수 있게 해달라고 강하게 요구했는데, 기원전 122년경에는 고급 정무관이 특권을 이용해 투기장에 열람석을 설치해 유료로 시합을 보도록 했지만, 당시 호민관인 티베리우스 그라쿠스가 민중을 위해서 직인들을 경기장으로 밀어넣어 열람석을 부숴버리고 무료로 관전할 수 있게 했다.
투기 대회의 규모는 다양했다. 집정관 선출을 위해 “크로디우스 프라쿠스”가 주최한 투기 대회의 고지하는 문서를 보면 총 30개 조를 짜서 3일 동안 치러진다고 적혀있다. 또한, 폼페이에서 발굴된 네로 황제의 종신신관 “데키무스 루크레티우스 사투리우스 와렌스” 부자(父子)의 투기 대회 고지문에는 총 30개 조의 시합이 4일 동안 치러졌다. 기원전 22년 투사 개최에는 120개 조를 최대 숫자로 규정하고 있으나 황제가 주최하는 경우에는 예외이며, 초대 황제 아우구스투스(재위：기원전 27년 ~ 14년)는 8회 개최로 5000개 조를 싸우게 했다.
투기 대회에는 이벤트의 측면도 있었기에 투기 대회 전날에는 연회가 개최되어 투사들에게 상다리가 부러질 정도의 음식들을 제공되었는데 이를 시민들이 구경했다. 투기 대회는 이른 아침부터 개최되었는데 최초에는 퍼레이드용 투구를 쓰고 자수가 수놓아진 망토를 몸에 두른 투사들의 입장식이 있었고, 주최자는 인기 몰이를 위해서 공을 들였으나 민중들은 상당히 지겨워했다고 한다. 황제가 투기 대회를 주최한 경우에는 투사들은 황제에게 다음과 같은 말을 하며 경례를 했다고 한다.
황제 만세！ 죽음을 향하는 자들이 경의를 표하옵나이다
("Ave Imperator, morituri te salutant", 또는 "Ave, Caesar, morituri te salutant")

이 경례가 처음 등장한 역사 자료는 클라우디우스 황제(재위 41년 ~ 54년)가 모의해전을 개최했을 때인데, 당시 황제가 이 말을 듣고 목숨을 살려주겠다는 뜻이 넌지시 담긴 답변을 해주자, 원래는 죽을 때까지 싸워야했을 역할의 군선의 승무원들이 목숨이 아까워지기 시작해 배를 어지럽히자 황제가 격노했다고 한다.

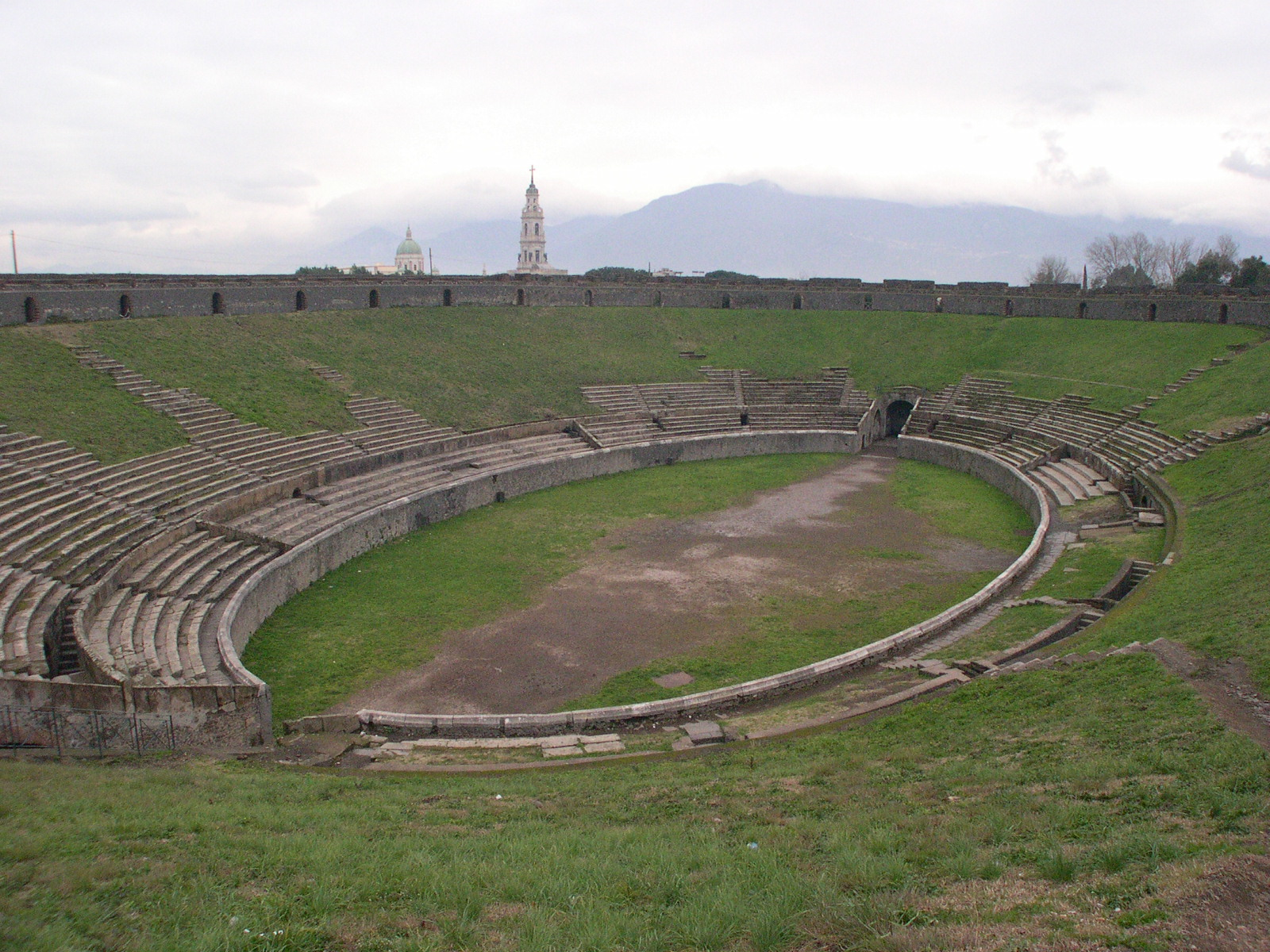
폼페이 유적의 원형투기장.
당시 마을의 인구보다 많은 2만명을 수용할 수 있었다.

오전 중에는 맹수 사냥(Venationes)이 개최되었다. 유럽, 중동, 그리고 아프리카에서 모아온 곰, 호랑이, 사자, 표범 동의 맹수나 코끼리, 기린 등의 진귀한 동물도 투기장에 투입되어 베스티아리이(Bestiarii:짐승과 싸우는 투사)들이 이것들을 사냥해 죽였다. 원래 맹수 사냥과 투사 시합은 각각 달리 개최되었으나 점차 투사 시합 직전에 여흥을 돋구기 위한 이벤트로 개최되었으며, 로마 제정에 들어서서는 고정 코너가 되었다. 베스티아리이는 무장을 했기에 맹수들과 싸워 목숨을 잃을 확률은 별로 높지 않았으나, 중죄인의 경우 맹수와 싸우게 하는 것이 공개처형 방식 중 하나였기에 대개 맹수에게 살해당했다.
오후가 되면 죄인의 처형이 이루어졌는데, 이들은 무기가 주어지고 죄인들끼리 죽을 때까지 싸우거나, 투사와 싸워 죽임을 당하곤 했다. 아직 숨이 붙어 있는 죄인은 시합이 끝난 후에 운반된 후에 죽임을 당하였다.
죄인의 처형이 끝나면 투사 시합이 시작된다. 우선 이류 양성소의 투사(마리디안：정오에 싸우는 투사)의 시합으로 이들은 제비뽑기로 조를 정해 싸웠다. 여기서 신입 투사들이 첫 전투를 치루곤 했는데 목숨을 잃는 일이 많았다. 저녁무렵부터 수석 투사(primus palus)를 시작으로 이름 있는 투사들의 시합이 열린다.
투사의 이름이 불리고 각자 무기의 위력을 점검한 후, 2명의 심판이 있는 검투장 중앙으로 나아간다. 시합은 상대를 죽이거나 부상을 입혀 무력화시키기까지 계속된다. 시합을 끝내고 싶다면 집게 손가락을 높이 올리거나 방패를 던지면 “항복”의 의사표시이다. 항복한 상대를 상처입히는 행위는 비열한 행위로 여겨졌다. 혹은 어느 정도 부상을 입은 경우 관중들이 “habet, hoc habet”(그는 당할 만큼 당했다)라고 말하면 끝내거나 심판의 판단으로 시합을 중단시켰다.

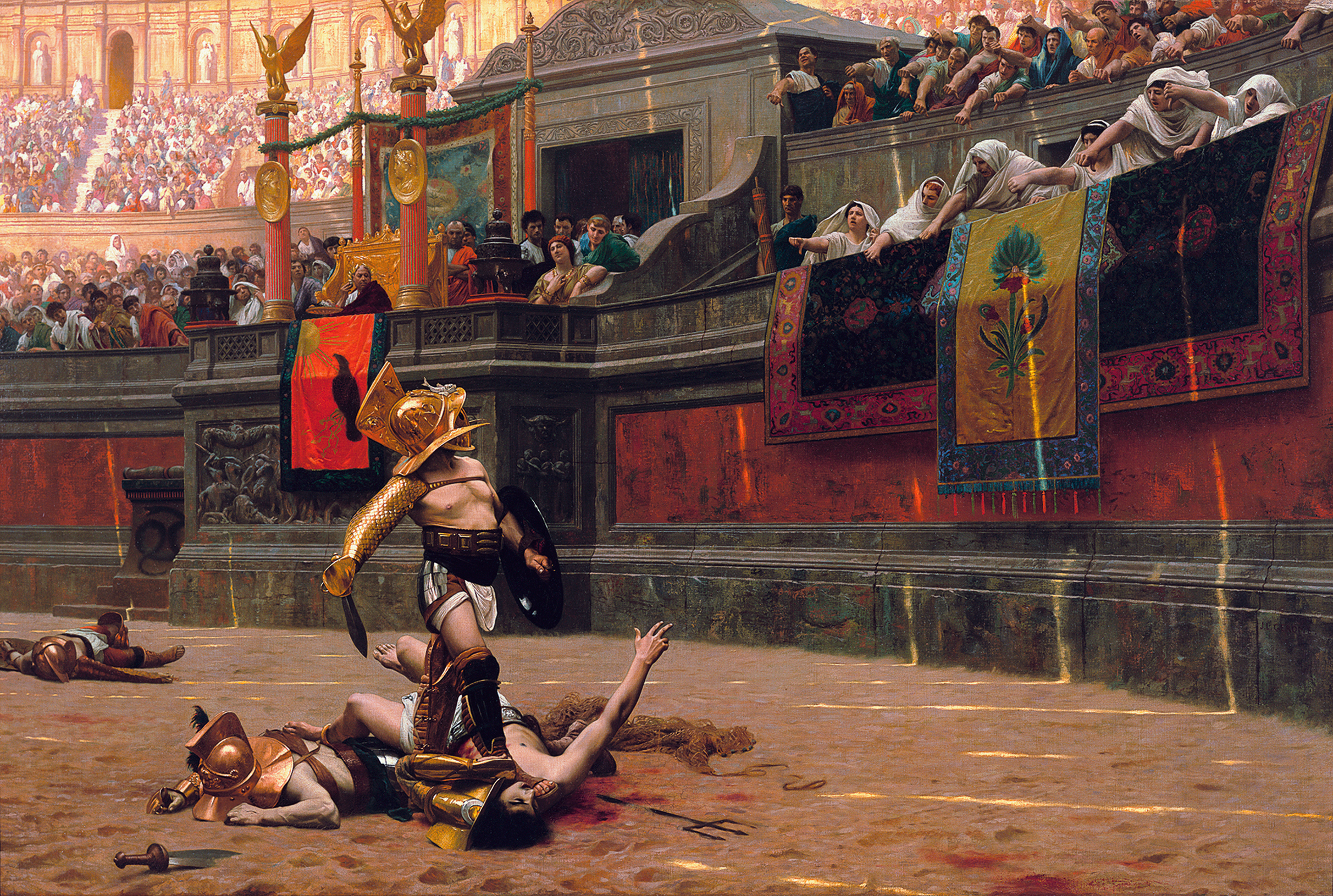
"Pollice Verso"(내려진 엄지)
장 레옹 제롬 그림

그리하여 결착이 난 후에 시합의 패자에게는 관객들이 목숨을 살려줄지 말지를 선택할 수 있게 했다. 일반적으로는 용감히 싸웠다며 목숨을 살려주고 싶다면 엄지를 올리고, 보기 흉하게 졌으니 죽이고 싶다면 엄지를 내리는 것이 신호이지만, 현대 연구자들은 결투장에서 엄지를 위로 찌를 듯 올리며 “죽여라!”라고 외치면 처형, 엄지를 내리면 살려주라는 의미라고 생각하고 있다. 역전의 투사라면 관객이 죽음을 선고할 만큼 보기 흉하게 패하지 않도록 특훈을 하였다. 그토록 많은 돈을 투자해 양성한 투사를 잃어버리는 것은 경영자에게 커다란 손실이었기에, 투사가 관중의 요구로 목검(Rudis)을 받게 되어 자유의 몸이 되는 경우라던지, 중상을 입어 싸울 수 없게 되거나 죽었을 경우, 주최자는 시장가격에 맞게 라니스타에게 돈을 지불해야 했다. 보상비가 오늘날의 비용으로 약 10억 원 정도에 해당하여 자칫 밑지는 장사가 될 수 있었다.
승리자(윈키토)에게는 그 증거인 종려 나뭇가지(파르마)가 주어지며 탁월했던 자에게는 월계관(코로나)을 내렸다. 때로는 승리 보수로 대량의 금품을 얻는 경우도 있었다. 또한 시인들에게 칭송되었고, 보석이나 항아리에 초상화가 그려졌는데 이것들은 로마의 부인들이 애용했다.

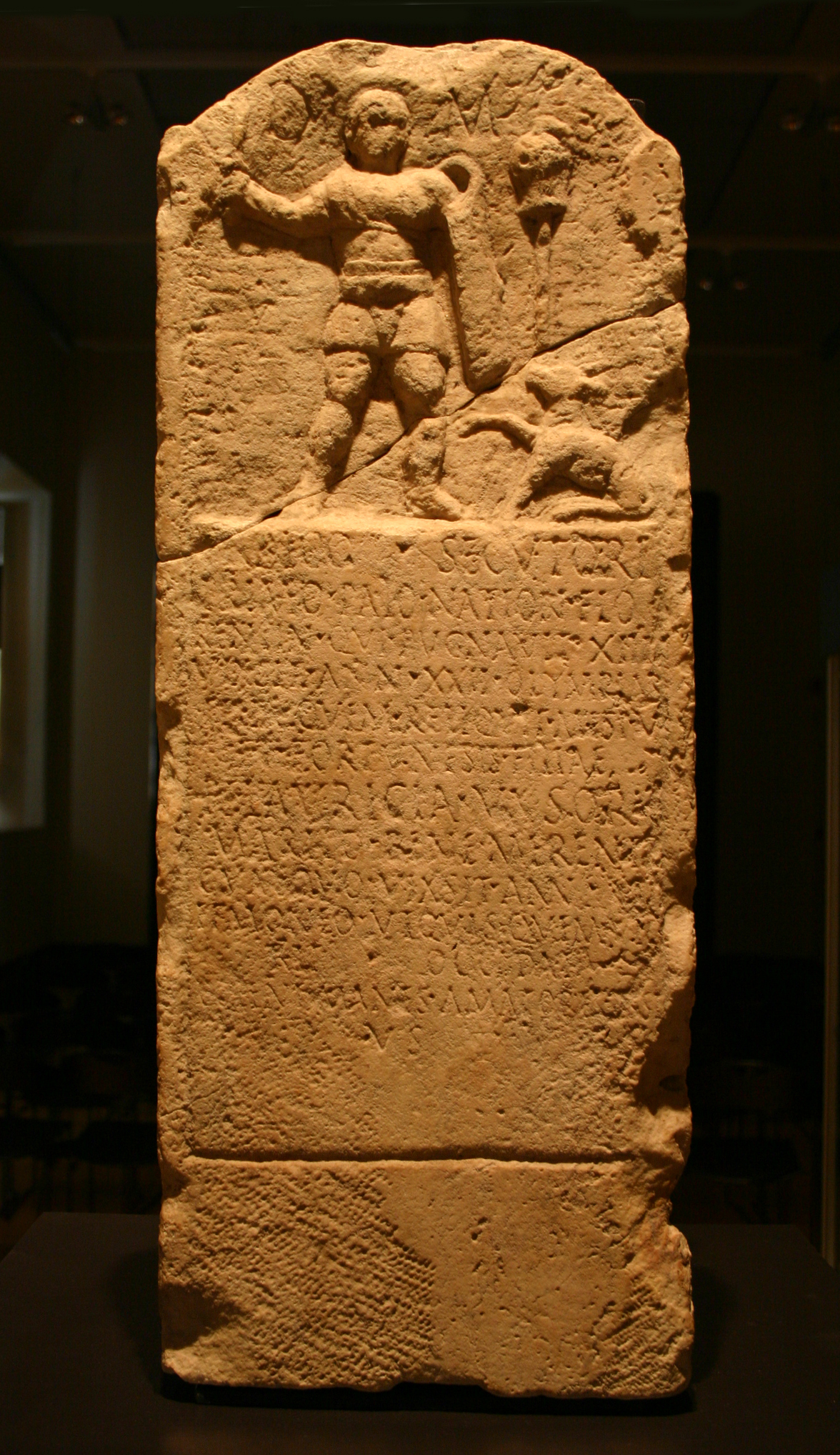
수석 세크토르(Secutor:추격투사) 울빅스의 묘비. 13 번 싸운 끝에 22살의 나이로 살해당했다고 적혀있다.
3세기 중순

로마 공화정 시대에서 투기 대회의 고지문에는 “목숨 살려주기 없음(sine missione)”이라고 적혀있는데 초기 황제 아우구스투스는 이것을 금지했으며, 역사학자 “조지 빌(George Ville)”의 연구에 의하면 1세기에 100 번의 시합이 있었고, 200인의 투사 중 19명이 사망해 생존율은 9할이 넘었다고 한다. 그러나 투기 대회는 다시 과격해져 갔고, 3세기에는 시합 한 번마다 사망자가 나오게 되었는데, 결국 투사 시합의 패자는 대부분 살해되게 되었다. 또한 이 시대는 라티푼디움이 막다른 곳에 이르자 콜로나투스(colonatus)로 변해감에 따라 노예의 부족이 심각해졌다. 때문에 귀중한 노예를 보호하기 위한 법률 등이 실시되었던 시기였다. 투사도 줄고, 잘 훈련된 노예도 줄고, 결국에는 낙오한 노예나 범죄자로 투사를 만드는 비율이 높아진 것도 사망율은 높인 원인이 되었다.
주최자의 취향에 따라 변칙적인 투기 대회가 열리기도 했다. 시합은 보통 1대 1 방식이지만 칼리굴라 황제(재위 37년 ~ 41년)는 레티아리이(Retiarius:그물투사) 5인과 세크토르(Secutor:추격투사) 5인을 싸우게 했다. 콤모두스 황제(180년 ~ 192년)는 다리를 잃은 자를 로마 시 중심부에 긁어모아 뱀의 꼬리가 달린 의상을 입혀서 곤봉으로 그들을 하나하나 모조리 때려 죽였다. 정치가 슘마스크가 주최한 투기 대회에서는 특이한 취향으로 관중의 흥미를 끌기 위해, 그는 그가 사 모은 투사들에게 상대의 목을 죽을 때까지 조르라 했다. 마지막으로 살아남은 한 사람에게는 죽을 때까지 스스로 벽에 머리를 부딪히도록 했다..
기원전 46년에 율리우스 카이사르는 도시 로마 근교의 마르스 광장 (로마)(Campus Martius)에 인공 연못을 만들어 16 군선을 띄워 4,000 명의 죄인과 포로를 노를 젓게 하여 죽을 때까지 싸우게 하는 모의해전(나우마치아)을 처음 개최했다. 57년에 네로 황제(재위 54년 ~ 68년)는 마르스 광장 (로마)(Campus Martius)의 원형투기장 안에 물을 넣어 모의해전을 실시했다. 티투스 황제(재위 79년 ~ 81년)은 상설 인공 연못을 만들어 살라미스 해전을 재현했다. 도미티아누스 황제(재위 81년 ~ 96년)는 준공한 후의 콜로세움에서 2번의 모의해전을 개최했다.
투사는 연간 3, 4회 정도 시합을 치뤘고, 20번 싸우기 전에 대부분 죽거나 목검을 수여받아 은퇴했던 것으로 추정된다. 1 세기경에는 살아남을 확률은 20 명 중에 1 명 정도였다. 시칠리아의 세크토르(Secutor:추격투사) “프란마”의 묘비에는 4번 목검(Rudis)을 받았음에도 불구하고 싸우길 계속하여 25회 승리를 따냈으며, 4회 목숨을 구명 받았고 9번의 승부에서 무승부를 이루었다고 적혀있다.. 투사를 포함 오랜 시간을 봉사한 노예는 그 공을 참작해 해방되는 경우가 많았는데, 투사였던 노예의 경우에는 관객의 갈채를 받은 경험을 잊지 못하고 은퇴한 후에도 또다시 투사로 돌아오는 자도 있었다.
|  |  |  |  |  |

| 맹수 사냥 | 투사 시합 | 투사 시합 | 모의해전                                                                                        |
| --- | --------- | --------- | ----------------------------------------------------------------------------------------------- |
| 맹수와 싸우는 베스티아리이(Bestiarii:짐승과 싸우는 투사). 겁을 먹은 죄인인지 검투사인지가 채찍질 당하고 있다.타조와 싸우는 베스티아리이 |           |           | 모의해전은 원형투기장에 물을 채워 이루어졌다."La naumaquia"(모의해전) Ulpiano Checa그림, 1894년 |

## 평가
공화정 말기 정치가이자 철학자인 마르쿠스 툴리우스 키케로는 투사 시합에 대해 “잔혹하고 비인간적이나, 고통과 죽음에 시각적으로 익숙하게 만드는 훈련으로써 이 이상의 것은 없다”고 평했다. 제정 초기의 정치가 루키우스 안나이우스 세네카는 살육만이 반복되는 투기 대회와 그것에 열광하는 관객들의 모습에 대해 언급했는데, 이렇게 투기 대회를 관전하는 것은 ”사람을 한층 더 비인간적으로 만든다”고 말했고, 키케로와 달리 그 이용 가치에 대해 언급하지도 않았다.
18세기 계몽주의 사상가 몽테스키외는 투사 시합으로인해 ”로마인들 마음 속에 잔혹성을 심었다”고 평함과 동시에 “유혈과 부상에 익숙하게 됨”으로 인하여 로마 군단의 강함이 유지되었다고 키케로와 비슷한 해석을 하였다. 장자크 루소는 “투사 시합은 공화정 시대에 로마인의 용기와 덕을 자극했으나 제정 시대에는 유혈 사태와 잔혹함을 좋아하게 만들었다”고 분석했다.
투사의 학술적 연구는 근현대에 들어와 이루어졌는데 19세기 후반 독일의 역사학자 루드비히 프리들랜더를 선구자로하여 20세기 초반에 걸쳐서 고전사료를 기반으로 투사의 역사와 운영 방식에 관하여 논의되었다. 또한 원형검투장이나 폼페이 유적에 대한 기초 연구 등 수많은 업적이 남아있었기에 그것을 바탕으로 이 시기에 투사 연구에 관한 “고전학설”이 형성되었다. 20세기 중반에는 비문학이 들어와 고전학설이 수정되거나 첨가되었다. 프랑스의 비문학자 “루이 로벨”은 비문 연구를 통해, 그때까지의 투사 문화와 독립되어 생각했던 그리스 언어권에 투사가 수용됨을 밝혔으며, 추가로 1937년부터 시작된 로마시 대양성소(Ludus Magnus)의 발굴 조사의 성과로 투사 연구에 중대한 영향을 끼쳤다.
20세기 후반 커다란 업적으로 프랑스의 아날 학파 역사학자 “조지 빌(George Ville)”의 투사 연구가 주목 받았는데, 그의 사후 1981년에 공식 간행된 <<모노그래프>>는 오랜 시간 동안 비판 없이 수용되었던 고전학설에 대해 반론을 전개했고 투사 연구의 새로운 방향성을 제시했다. 그때까지의 연구는 고전사료나 비문에 근거한 문헌학적인 수법이 주류를 이루었으나, 1970년대 이후에는 투사를 포함한 로마의 볼거리 연구로 사회학과 문화인류학의 수법이 도입되기 시작했으며, 투사 투기 대회를 통한 고대 로마인의 감정과 인식을 고찰하려는 “심리역사”적인 흐름이 출현해 1980년대 정착되었다. 비문(碑文) 연구나 고고학 분야로도 진전이 있어 비문 연구와 비문 시리즈의 간행, 고고학 분야에서의 장 클로드 고르반의 원형투기장 연구가 있다. 90년대 이후에도 많은 수의 투사 연구 논문이 나왔으며, 이것들은 빌의 연구로부터 영향을 받아 사회, 심리적인 흐름을 같이하고 있다.

## 투사의 종류
일대 일로 싸우는 투사는 기본적으로 아래의 5가지 종류로 분류된다.
투사의 장비에는 복부나 급소가 노출된 디자인이 많았다. 서로 상대에게 상대를 부상을 입히지 못하면 시합이 진행되지 않기 때문에 몸의 급소가 노출되어 있었으며, 또한 무거운 갑옷의 경우 투사의 움직임을 방해해 시합이 재미 없어진다는 점도 노출이 많은 이유다. 방어를 위한 목적이라기 보다는 오히려 시합을 멋지게 보이도록 하기 위한 연출용, 장신구적인 의미가 강했다. 베테랑 투사는 방어할 때 노출된 부분을 방어하는데 정신을 더 집중해, 방어의 불완전한 부분을 커버했으며 이러한 책략도 시합을 더 재밌게 했다.
| | 트라케스 Thraces               | 트라키아 사람 풍의 무장을 한 투사 구부러진 모양의 시카 도(Sica刀)나 팍스(Falx)를 무기로 하였다. 장비는 “호플로마치(hoplomachi)”와 비슷하게 착용했는데, 작은 원형이거나 작은 사각형 방패 파르물라(parmula)를 사용으며, 양쪽 다리에는 허벅지 길이의 레그 가드를 착용했다. 머리에는 크레스트(Crest)라는 닭 벼슬처럼 생긴 장식이 붙고 그리폰이 새겨진 투구를 썼다. 또한 이 투구에는 화려한 깃털 장식이 붙어있었다.. 기원전 1세기에 등장했으며, 트라키아 출신의 스파르타쿠스는 이 트라케스였을 것으로 추측된다. |
| | 삼니테 Samnite                 | 삼니움 사람 풍의 장비를 착용한 투사. 커다란 크레스트(Crest, 닭 벼슬 모양 장식) 장식이 붙은 투구를 쓰고 긴 직사각형 방패(scutum)와 쇼트 소드, 혹은 창을 들었으며, 왼쪽 다리에 레그 가드를 찬 중장비 투사였다. 갈리(Galli, 갈리아인 풍의 투사)와 함께 기원전 2세기에 등장해 초창기 형태이다. “무르밀로”도 삼니테 유형에 속한다고 보는데, 무르밀로가 출현함과 동시에 삼니테는 줄어들었으며 초대 황제 아우구스투스 시대에는 대부분 소멸했다. |
| | 무르밀로 Murmillo              | 물고기를 본뜬 투구를 착용한 투사. 로마 군단 병사 용의 직사각형 긴 방패를 들고, 글라디우스를 무기로 사용했다. 또한 팔 보호대(manica)를 착용했으며 성기 보호구와 벨트를 착용했다. 오른쪽 다리에는 발 상단까지 두껍게 덮는 각반을 착용했는데, 발 상단의 드러난 부분을 보호하기 위해 매우 짧은 레그 가드를 착용했다.. 폼페이 유적의 낙서를 보면 파키나스(삼지창)를 든 무르밀로의 모습이 그려져있다. 레티아리이와 시합을 하게 되는 경우가 많았다고하는데 역사 자료 중 레티아리이와의 시합은 적은 숫자밖에 발견되지 않았다. “트라케스”나 “호플로마키”와 많이 조를 짰다.. |
| 시합의 재현. 레티아리이(왼쪽) 세크토르(오른쪽)로마 모자이크 그림. 세크토르(왼쪽)와 레티아리이(오른쪽) | 레티아리이 Retiarii, Retiarius | 레티아리이는 어부처럼 레테(그물)과 파키나스(삼지창), 혹은 작살을 들었다. 그리고 적의 마지막 숨통을 끊기 위한 단검을 가지고 싸웠다. 다른 투사와 다르게 투구를 쓰지 않았으며 또한 방패도 들지 않았다. 커다란 팔 보호대(manica)가 어깨와 가슴 한쪽을 덮었다. 때로는 청동으로 만든 어깨 방패(galerus)를 착용해 목과 얼굴 아래를 보호하며 싸웠다. 성기 보호구와 넓은 벨트도 찼다. 이들은 보통 세크토르와 싸웠고, 때로는 무르밀로와 싸웠다. 전투에서 때로는 세크토르 둘을 맞이해 싸우기도 했다. 물 위에 건설된 다리처럼 생긴 플랫폼 위로 올라가서 적을 향해 주먹만한 돌을 가지고 있다가 던지기도 했다. 이들은 때로는 특이한 단검을 들었다. 단검은 사각형 가드의 4개의 모서리에 각각 스파이크가 붙어있었다. 발굴된 투사들의 뼈에 사각형의 기묘한 마크가 형성되어 있는 것도 이 무기 때문으로 추측된다.. 레티아리이는 초창기인 아우구스투스 시대에 발전했다. 이들은 맨얼굴이 드러내기 때문에 늠름하고 젊은 이들이 많았다고 한다.. |
| 시합의 재현. 레티아리이(왼쪽) 세크토르(오른쪽)로마 모자이크 그림. 세크토르(왼쪽)와 레티아리이(오른쪽) | 세크토르 Secutor               | 추적자. 레티아리이에 대항하기 위해 발전했다. 무르밀로와 닮은 장비를 걸치고 커다란 로마 군용 직사각형 방패와 찌르기를 위한 곧은 검신의 글라디우스 장비했다. 무르밀로와 싸우는 경우가 많았기에 그들의 그물에 걸리지 않기 위해 투구에 장식이 적고 둥글고 매끄러웠다. 또한 두 개 작은 눈구멍을 제외하고는 얼굴 전체를 투구로 보호했다. |

기타 아래와 같은 투사 종류가 확인되었다.
|  | 베스티아리이 Bestiarii        | 창을 들고 맹수와 싸운 투사 그들은 투사 경기 오전 부분을 담당하여, 오후에 있을 투사 시합의 흥을 돋구는 역할을 했다. 그 대부분은 양성소에서 훈련을 따라가지 못했던 낙오자들이었다. |
|  | 호플로마키 Hoplomachi         | 트라케스와 비슷한 스타일의 투사. 고대 그리스의 중장보병(hoplites)에서 유래했다. 주 무기는 긴 창이며, 방패는 원형이었다. 이들은 킬트족 풍의 다리를 감싸는 바지를 입고, 음부 보호구, 벨트, 한 쌍의 정강이 가드, 혹은 레그 가드를 장비했다. 검을 잡은 팔을 보호구(manica)로 보호했고, 양쪽에 깃털 꽂은 헬멧을 착용했다. 이들은 글라디우스를 장비하고 매우 작고 둥근 방패를 찼다. 창을 사용할 때에는 투사가 백병전을 위해 다가오기 전에 거리를 확보해 사용했다. 머리에는 크레스트(Crest)가 붙은 그리폰 형상의 투구를 썼다. 많은 경우 ”트라케스”나 “무르밀로”와 조가 되었다. |
|  | 프로보카토르 Provacator       | 공화정 후기에서 제정 초기에 이르기까지 프로보카토르(도전자, challenger)는 로마 군단을 모방한 장비를 착용했다. 제국 동부에 있던 투사 타입이다. 로마 제정 말기 그들의 장비는 군인을 반영하기를 멈추고 경기장 패션의 변화에 따라 달라졌다. 이들은 중량급 장비를 착용하는데 음부 보호구를 찼고, 벨트와 긴 레그 가드를 착용했다. 또한 오른팔에 팔 보호구(manica)를 착용했고, 장식과 크레스트 없는 투구를 착용했는데 깃털을 투구 양쪽에 꽂았다(세크토르와 닮았다). 그들은 투사들 중 유일하게 흉부 플레이트 아머(cardiophylax)를 착용해 몸을 보호했는데, 이것은 보통 직사각형의 갑옷이었으나 후반기에는 종종 초승달 모양이었다. 그들은 커다란 직사각형 방패와 글라디우스 사용해 싸웠다. 그들은 주로 다른 프로보크와 대항해 조를 짰다.. |
|  | 스키소르 Scissor              | 일반적으로 글라디우스를 들고 다른 손에는 방패가 아니라 검신이 붙은 토시를 착용했다.. |
|  | 디마카에리 Dimachaeri         | 검을 두 개 사용하는 이도류 투사. 이들은 2 ~ 4세기에 유행했는데 로마인들을 이들을 교활하다고 여겼다. 이들에 관한 기록은 부족한 편이다. 때문에 그들이 정확히 어떤 장비를 착용했는지 확인하기가 어렵다. 어떤 그림에서 그들은 ”발테우스(balteus)”나 가죽을 걸쳤고, 혹은 거의 아무것도 안 걸치는 등 매우 최소한의 갑옷을 입고 허리 부분 옷(subligaculum)을 보호했다. 그러나 다른 그림에서는 더 얇고도 무거운 장비를 걸쳤는데 스케일 아머와 메일 셔츠(mail shirts), 그리고 무르밀로와 같은 투구와 다리 보호구를 찼고, 샌달 혹은 맨발이었다. 이는 이들이 이도류를 사용함으로 언제나 같은 장비를 찼을 것이라는 가정이 틀렸다는 것을 보여준다. 디마카에리들은 완전히 독립된 투사의 한 분류라기 보다는, 서브 클래스 적인 개념, 혹은 다수의 클래스가 복합된 형태일 가능성을 보여준다. 실제로 디마카에리가 등장한 시기에는 많은 참신하고 새로운 투사 유형과 서브 클래스들이 등장했다. 디마카에리는 근접 전투에 특화되었는데 그들은 한 쌍의 시카에(Siccae, 휘어진 시미터)나 글라디우스를 사용했고, 방패를 사용하지 않는 대신에 공격과 방어 모두 무기를 사용해 이루어지는 전투 방식에 특화되었다. 두 칼을 휘두르는 어려움으로 인해 디마카에리는 매우 유능하고 경험이 풍부한 투사였다고 추론할 수 있으며 투사 분류에서 상대적으로 상위 클래스에 속한다고 볼 수 있다. 디마카에리는 디마카에리끼리 싸우기도 했으나 중무장한 투사를 상대로 특화되어있다. 때문에 호플로마키에 대항해 조를 짰으며, 또한 삼니테의 변종인 “오플로마키(oplomachus)와 싸우는 자”라고도 불렸다. |
|  | 갈리 Galli                    | 갈리아 사람 풍의 장비를 걸친 투사. 삼니테와 함께 기원전 2세기 등장한 초기 투사의 형태. |
|  | 라퀘리이 Laquerii, Laquearius | 올가미(laqueus)를 던저 상대의 동작을 봉인하고 단검으로 공격하는 유형의 투사. 레티아리이 유형의 투사이지만 그물이 아니라 올가미를 던졌다. 실제로 진지하게 싸우는 투사는 아니고 단지 틈틈이 흥을 돋구기 위해 살짝살짝 출현해 기술을 선보였다. |
|  | 사지타리이 Sagittarii         | 활을 사용하는 투사. 사거리가 긴 반사궁(reflex bow)을 사용했다. |
|  | 에퀴테 Equite                 | 에퀴테란 기병을 뜻하며, 기마에 탄 투사로 창(hasta)과 글라디우스를 들었으며 팔 보호구(manica)를 착용했다. 복장은 다른 투사와 달랐는데 상의(토우니카)를 입었다. 전체 대전 코너의 앞부분에 출현했고 에퀴테끼리 싸웠다. 처음에는 말을 타고 싸움을 시작하지만 전투가 교착되면 창(hasta)을 던진 후 말에서 내려 글라디우스를 들고 싸웠다. 등장 초기의 이들은 가벼운 무장을 한 투사였는데, 스케일 아머를 입고, 중간 크기의 둥근 기병 방패(parma equestris)를 들었으며, 크레스트(Crest) 없는 헬멧을 썼다. 헬멧에는 깃털이 2장을 꽂았다. 제정 시대에는 일반적 다른 투사들이 흉부를 드러낸 갑옷을 입은 것과 다르게 소매 없는 팔 보호대(manica)와 벨트를 찼다. |
|  | 안다바테 Andabatae            | 극도로 시력을 차단하는 마스크의 투구를 쓴 채로 싸우는 투사. 관객의 웃음을 유발할 수 있도록 맹인 상태로 싸웠다. 말에 타 기마전을 했다는 설도 있으나 이를 부정하는 설도 있다. |
|  | 엣세다리 Essedari             | 켈트족 풍의 전차(이륜전차(Chariot))에 탄 투사.. 엣세다리끼리 싸웠으며 때로는 맹수도 상대했다. 최초로는 율리우스 카이사르가 브리튼(Britain)에서 로마로 가져왔다. 기원전 1세기 후에 묘비문에 많이 등장하나, 그림으로 남아있지 않다. |
|  | 글라디아트릭스 Gladiatrix     | 여성 투사. 대영 박물관의 “아마존(Amazon)”과 “아킬리아(Achillia)”라는 이름의 왼쪽 그림의 여투사의 대리석 부조가 소장되어 있다. 투구는 쓰지 않아서 맨얼굴을 드러냈고, 큼지막한 방패를 들고 검을 장비했으며, 젖가슴은 천을 둘러 감췄다. 또 함부르크 미술공예 박물관이 소장하고 있는 청동상이 있는데, 이 청동상이 여투사를 표현한 것이라는 감정 결과가 나왔다. 시카 도(Sica刀)라 생각되는 곡도를 손에 쥐고 있으며, 가슴을 노출하고 있다. 역사 자료도 있는데 유베날리스는 여투사를 비웃는 시를 남겼다, 도미티아누스 황제는 여자끼리 시합을 명령했고 셉티미우스 세베루스 황제가 이것을 금지하였다. |

## 작품

### 영화
- 글래디에이터 (2000년 영화)
- 스파르타쿠스 (영화)
- 폼페이의 최후의 날

### TV 드라마
- Spartacus: Blood and Sand
- 스파르타쿠스 (2004년 TV 시리즈)
- 스파르타쿠스 (2010년 TV 시리즈)

## 게임
- (영어) Shadow of Rome
- (영어) Colosseum: Road to Freedom
- (일본어) 투사 글래디에이터 비긴즈

### 내용주
1. ↑  맹수 사냥이 이른아침 개최되었기 때문에 붙은 명칭. 맹수와 싸울 베스티아리이(Bestiarii:짐승과 싸우는 투사)를 양성하는 곳.모토무라(本村) 2011,p.162.
2. ↑  역사학자 모토무라 료우지(本村凌二)는 검투사 10명 중에 자유민은 1명 정도가 아니였다고 추측했다. 모토무라(本村) 2011,p.157.
3. ↑  “도크토레(Doctore: 검투사 트레이너)”)는 시합에는 나가지 않았으리라 생각된다.카지타(梶田) 2009,p.35.
4. ↑  사역에서 해방시킨다는 의미를 가진 목검(Rudis)를 하사받은 자를 의미한다.카지타 2009,p.35.
5. ↑  재판관의 허가를 얻지 않고 주인 마음대로 노예를 맹수와 싸우게 하지 못하게 금지한 법률(제정 초기, 시기 불명), 주인이 나이든 노예나 질병에 걸린 노예를 유기한 경우에 노예는 자유인이 되며 주인은 그 노예에 대해서 권리를 상실한다는 규정(클라우디우스 황제), 주인이 노예를 감시하는 것을 금지(하드리아누스 황제), 주인이 노예를 죽였을 때는 로마 시민을 죽인 것과 같은 제재를 가하는 규정(안토니누스 피우스 황제)
6. ↑  단, “조지 빌(George Ville)”의 연구에 따라 1 시합에서 생존율이 9할을 넘는가 가정하면 20번 사움으로 생존할 확률은 1할이 넘는다는 계산이 나온다
7. ↑  원 비문은 없어져버린 상태이며 사본만이 남아있다.카지타(梶田) 2009,pp.40-41.

### 참조주
1. ↑  모토무라(本村) 2011, pp.70-71.
2. ↑  “글라디아토르【(라틴)gladiator】의 의미 - Yahoo!사전”. 다이지센(大辞泉). 2013년 5월 1일에 원본 문서에서 보존된 문서. 2012년 11월 3일에 확인함.
3. 1 2 3  위즈덤 2002,p.11.
4. ↑  위즈덤 2002, pp.12-13.
5. ↑  모토무라(本村) 2011,pp.72-73,75.
6. ↑  모토무라(本村) 2011,p.39.
7. ↑  모토무라(本村) 2011,p.74.
8. ↑  모토무라(本村) 2011,pp.76-77;위즈덤 2002,P.8.
9. ↑  모토무라(本村) 2011,p.77-78.
10. 1 2  위즈덤 2002,p.14.
11. ↑  위즈덤 2002,pp.8,15-16.
12. ↑  모토무라(本村) 2011,pp.81-86.
13. ↑  모토무라(本村) 2011,p.86-89.
14. ↑  모토무라(本村) 2011,pp.101-106.
15. 1 2  Fields 2009,p.24.
16. ↑  Orosius, Histories 5.24.1 보관됨 2014-10-22 - 웨이백 머신
17. ↑  모토무라(本村) 2011,pp.89-92;위즈덤 2002,p.9.
18. 1 2 3  위즈덤 2002,pp.86-87.
19. ↑  모토무라(本村) 2011,pp.89-90.
20. ↑  모토무라(本村) 2011,p.94-99.
21. ↑  모토무라(本村) 2011,pp.104-105
22. ↑  모토무라(本村) 2011,p.105.
23. ↑  모토무라(本村) 2011,pp.105-106.
24. 1 2  위즈덤 2002,p.31.
25. ↑  위즈덤 2002,p.15.
26. ↑  모토무라(本村) 2011,pp.118-119;위즈덤 2002,p.88,89.
27. ↑  모토무라(本村) 2011,p.68;도이(土井) 1973,pp.7-8.
28. 1 2 3  위즈덤 2002,p.10.
29. ↑  위즈덤 2002,p.16.
30. ↑  모토무라(本村) 2011,pp.119-120.
31. ↑  위즈덤 2002,pp.10-11.
32. ↑  모토무라(本村) 2011,pp.237-248.
33. ↑  모토무라(本村) 2011,pp.153-154.
34. ↑  위즈덤 2002,pp.19-20.
35. 1 2  위즈덤 2002,p.21.
36. ↑  모토무라(本村) 2011,p.155;위즈덤 2002,pp.18-19,22-23,25,80,82.
37. ↑  모토무라(本村) 2011,p.158;위즈덤 2002,p.22.
38. ↑  모토무라(本村) 2011,p.169;위즈덤 2002,pp.29,51-52.
39. 1 2  레온 2009,p.250.
40. ↑  모토무라(本村) 2011,p.171;위즈덤 2002,p.37,51.
41. ↑  모토무라(本村) 2011,pp.171-172;위즈덤 2002,pp.29-30.
42. ↑  모토무라(本村) 2011,pp.166-167.
43. ↑  모토무라(本村) 2011,pp.6-8.
44. ↑  위즈덤 2002,p.30.
45. ↑  모토무라(本村) 2011,p.167;위즈덤 2002,pp.50-51.
46. ↑  모토무라(本村) 2011,p.26.
47. 1 2  위즈덤 2002,p.83.
48. 1 2  위즈덤 2002,p.81.
49. 1 2  모토무라(本村) 2011,p.153.
50. ↑  카지타(梶田) 2009,pp.35-36.
51. ↑  모토무라(本村) 2011,pp.185-186;위즈덤 2002,pp.27-28.
52. ↑  모토무라(本村) 2011,pp.168-169;위즈덤 2002,pp.28-29.
53. ↑  모토무라(本村) 2011,pp.154-155.
54. ↑  카지타(梶田) 2009,p.35;도이(土井) 1973,pp.23-24.
55. ↑  타키투스, Historiae 2:11
56. ↑  Smith 1875,p.574.
57. ↑  위즈덤 2002,pp.25-26.
58. ↑  모토무라(本村) 2011,p.190;위즈덤 2002,pp.90-91.
59. ↑  도이(土井) 1973,p.10.
60. ↑  위즈덤 2002,pp.88-89.
61. ↑  모토무라(本村) 2011,pp.99-100.
62. ↑  모토무라(本村) 2011,p.221.
63. ↑  모토무라(本村) 2011,pp.188-189.
64. ↑  모토무라(本村) 2011,p.193;위즈덤 2002,p.94.
65. ↑  모토무라(本村) 2011,p.189.
66. ↑  위즈덤 2002,p.14,95.
67. ↑  모토무라(本村) 2011,p.94-100.
68. ↑  모토무라(本村) 2011,pp.194-197.
69. ↑  위즈덤 2002,pp.95-96.
70. ↑  위즈덤 2002,p.47.
71. ↑  위즈덤 2002,pp.82-83,96-97.
72. ↑  모토무라(本村) 2011,pp.217-218.
73. ↑  위즈덤 2002,p.98.
74. ↑  모토무라(本村) 2011,pp.197-199.
75. 1 2  레온 2009,p.254.
76. ↑  모토무라(本村) 2011,p.208;위즈덤 2002,pp.83,97-98.
77. ↑  위즈덤 2002,p.100.
78. ↑  모토무라(本村) 2011,p.210;위즈덤 2002,p.80.
79. ↑  카지타(梶田) 2009,pp.41-42.
80. ↑  위즈덤 2002,p.103.
81. ↑  위즈덤 2002,pp.103-104;모토무라(本村) 2011,pp.213-214.
82. ↑  모토무라(本村) 2011,p.207.
83. ↑  위즈덤 2002,p.74.
84. ↑  위즈덤 2002,p.79.
85. ↑  위즈덤 2002,p.87.
86. ↑  모토무라(本村) 2011,p.225.
87. ↑  모토무라(本村) 2011,p.225-227.
88. 1 2  위즈덤 2002,p.68.
89. ↑  모토무라(本村) 2011,p.234;도이(土井) 1973,p.13.
90. ↑  모토무라(本村) 2011,pp.234-236.
91. ↑  도이(土井) 1973,pp.8,12-13.
92. 1 2  카지타(梶田) 2007,pp.21-22.
93. ↑  카지타(梶田) 2007,p.22.
94. ↑  카지타(梶田) 2007,pp.22-23.
95. ↑  카지타(梶田) 2007,pp.23-24.
96. ↑  카지타(梶田) 2007,p.24.
97. ↑  카지타(梶田) 2007,pp.24-25.
98. ↑  위즈덤 2002,p.76.
99. ↑  위즈덤 2002,pp.41,66-67.
100. ↑  도이(土井) 1973,pp.16-17.
101. 1 2  모토무라(本村) 2011,p.152.
102. ↑  모토무라(本村) 2011,pp.173-174.
103. ↑  위즈덤 2002,pp.43,76-77.
104. 1 2 3  모토무라(本村) 2011,p.175.
105. 1 2  위즈덤 2002,pp.39,69-70.
106. ↑  모토무라(本村) 2011,p.179.
107. ↑  모토무라(本村) 2011,p.205.
108. 1 2  위즈덤 2002,p.41.
109. ↑  모토무라(本村) 2011,pp.179-180.
110. 1 2 3 4  모토무라(本村) 2011,p.177.
111. 1 2  위즈덤 2002,p.73.
112. ↑  Junkelmann 2000, pp. 37 and 57-59
113. ↑  위즈덤 2002,pp.60-1.
114. 1 2  Smith 1875,p.575.
115. ↑  Marcus Junkelmann, 'Familia Gladiatoria: "The Heroes of the Amphitheatre"' in The Power of Spectacle in Ancient Rome: Gladiators and Caesars, ed. by Eckart Köhne and Cornelia Ewigleben (Berkeley and Los Angeles, 2000), p. 63. ISBN 978-0-520-22798-9
116. ↑  4. P.J. Meier 'De gladiatura Romana' (1881) p.p. 22 - 25
117. ↑  Roman life and manners under the early empire 'Ludwig Friedlaender' (1913)pp 176-2
118. ↑  모토무라(本村) 2011,pp.184-185.
119. ↑  위즈덤 2002,pp.71-72.
120. 1 2  모토무라(本村) 2011,p.180.
121. ↑  위즈덤 2002,p.72.
122. ↑  모토무라(本村) 2011,pp.182-184.
123. ↑  위즈덤 2002,pp.54-56.
124. 1 2  “고대 로마, 여검투사는 실재했다?”. 내셔널 지오그래픽. 2012년 11월 22일에 원본 문서에서 보존된 문서. 2012년 11월 1일에 확인함.
125. ↑  위즈덤 2002,p.59.

## 참고 자료
- Fields, Nic (2009). 《Spartacus and the Slave War 73-71 BC: A gladiator rebels against Rome》. Osprey Publishing. ISBN 978-1846033537.
- Smith, William (1875). 《A Dictionary of Greek and Roman Antiquities - "Gladiatores"》. London: John Murray.
- 스테판 위즈덤 (2002). 《글라디에이터―고대 로마 검투사의 세계》. 오스프레이(Osprey) 역사 시리즈. 번역 사이토우 준코(斎藤潤子). 신키겐샤(출판사). ISBN 978-4775300909. 다음 글자 무시됨: ‘일본어판’ (도움말)
- 빅키 레온 (2009).  모토무라 료우지(本村凌二,일본어판 감수), 편집. 《도감 고대직업대전》. 하라쇼보우(출판사). 다음 글자 무시됨: ‘일본어판’ (도움말)
- 도이 마사오키(土井正興) (1973). 《스파르타쿠스의 봉기. 고대 로마의 노예전쟁》. 아오키쇼텐(출판사). 다음 글자 무시됨: ‘일본어판’ (도움말)
- 모토무라 료우지(本村凌二) (2011). 《제국을 매료시키는 검투사―피와 땀의 로마 사회사》. 역사의 프론티어. 야마카와(출판사). ISBN 978-4634482210. 다음 글자 무시됨: ‘일본어판’ (도움말)
- 카지타 시치(梶田知志) (2007). 《검투사투기(munera gladiatoria) 연구 백년사-정치・문화사로부터 사회・심성사에》 (PDF). 와세다 대학 대학원 문학연구과 정기 간행물. 제 4분책, 일본사 동양사 서양사 고고학. 2015년 7월 24일에 원본 문서 (PDF)에서 보존된 문서. 2012년 11월 3일에 확인함. 다음 글자 무시됨: ‘일본어판’ (도움말)
- 카지타 시치(梶田知志) (2009). 《Homo Pugnans － 묘비명으로 보는 검투사(gladiator)의 삶과 죽음－》 (PDF). 와세다 대학 지중해 연구소 <<지중해연구소 정기 간행물　제 7호>>. 2012년 11월 5일에 확인함. 다음 글자 무시됨: ‘일본어판’ (도움말)[깨진 링크(과거 내용 찾기)]